# Argelliers
Argelliers település Franciaországban, Hérault megyében. Lakosainak száma 971 fő (2022. január 1.). Argelliers La Boissière, Causse-de-la-Selle, Montarnaud, Murles, Puéchabon, Saint-Martin-de-Londres, Vailhauquès, Viols-en-Laval és Viols-le-Fort községekkel határos.

## Népesség
A település népességének változása:
| Lakosok száma | 155  | 255  | 534  | 769  | 974  | 1018 | 1012 | 973  | 970  | 971  |
|               | 1968 | 1982 | 1990 | 2006 | 2013 | 2015 | 2017 | 2019 | 2020 | 2022 |